# Meerssen
Meerssen (in limburghese Meersje)  è una municipalità olandese di 19 567 abitanti situata nella provincia del Limburgo.
Nell’870 vi fu stipulato il Trattato di Meerssen.
È stato sede dell'arrivo della corsa ciclistica più importante dei Paesi Bassi, la Amstel Gold Race dalla prima edizione (1966) al 1990, ad eccezione dell'edizione del 1968.

## Geografia antropica

### Località
| N. | Località                | Abitanti |
| -- | ----------------------- | -------- |
| 1  | Bunde                   | 6 156    |
| 2  | Geulle                  | 3 045    |
| 3  | Meerssen (incl. Rothem) | 7 685    |
| 4  | Ulestraten              | 2 921    |